# Донаустауф
Донауштауф (нім. Donaustauf) — громада в Німеччині, розташована в землі Баварія. Підпорядковується адміністративному округу Верхній Пфальц. Входить до складу району Регенсбург. Центр об'єднання громад Донауштауф.
Площа — 9,72 км2. Населення становить 4236 ос. (станом на 31 грудня 2020).

## Галерея

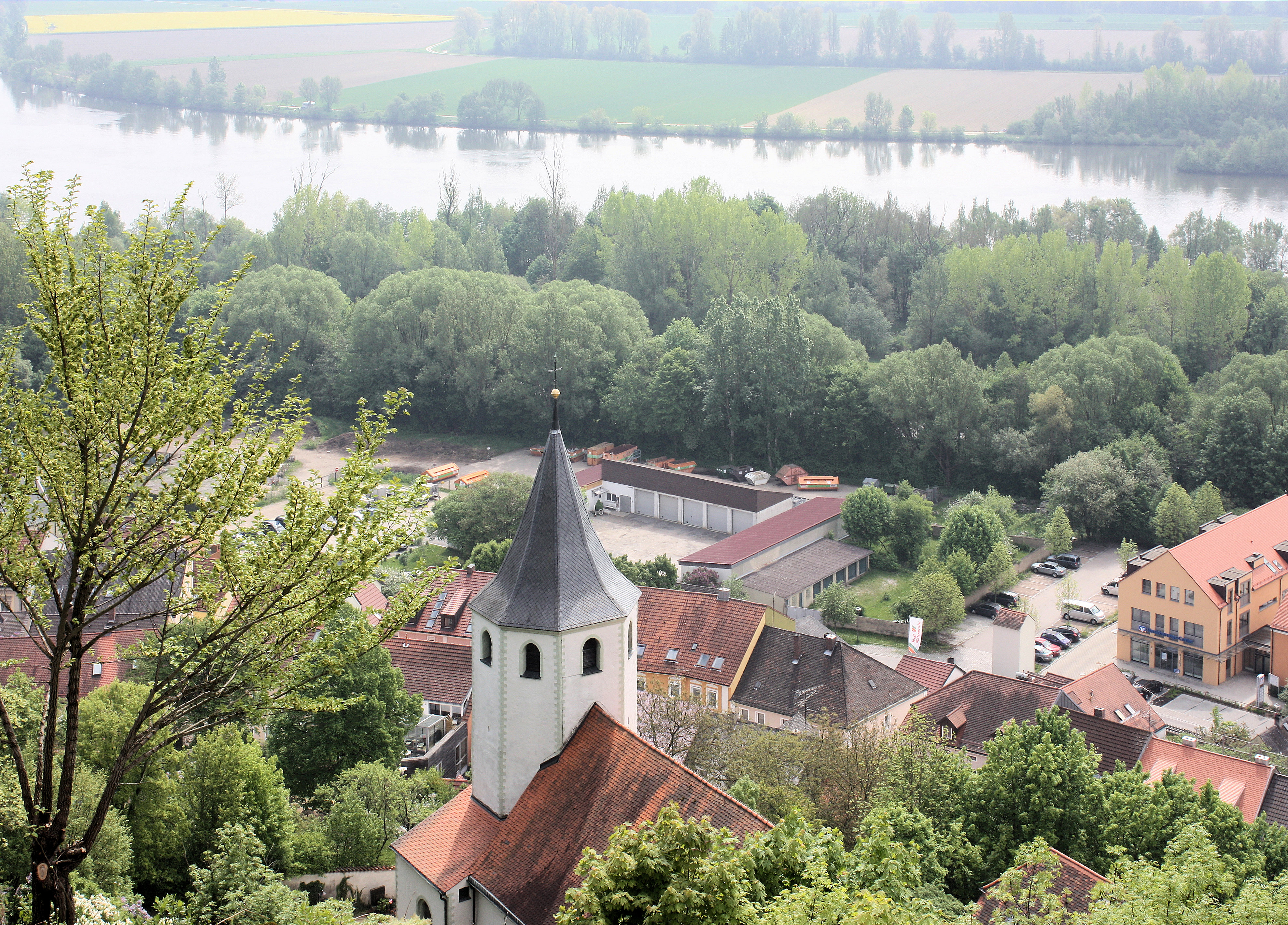
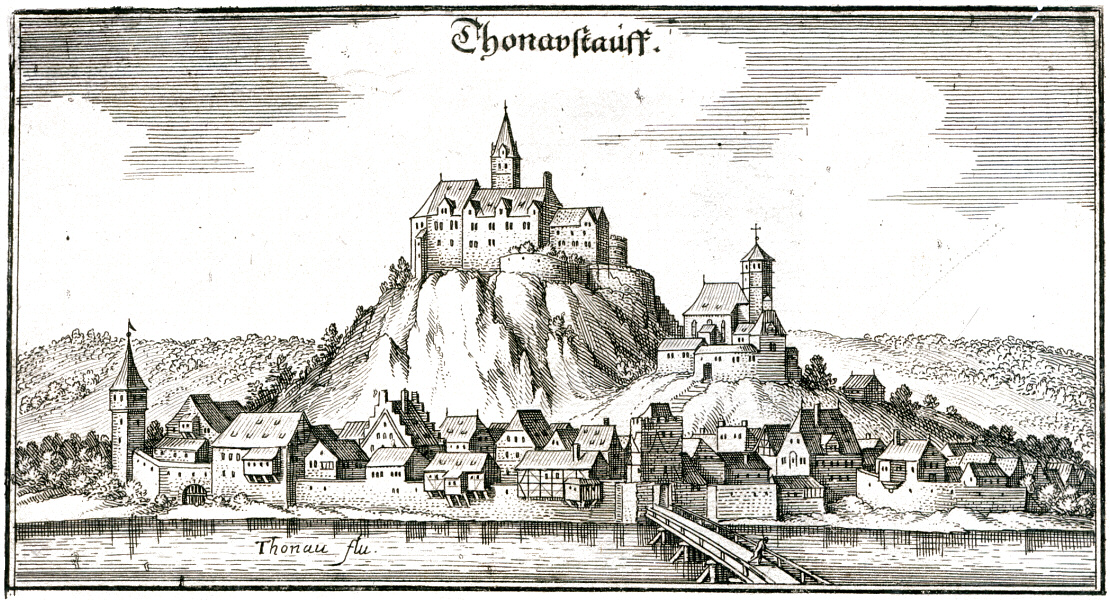
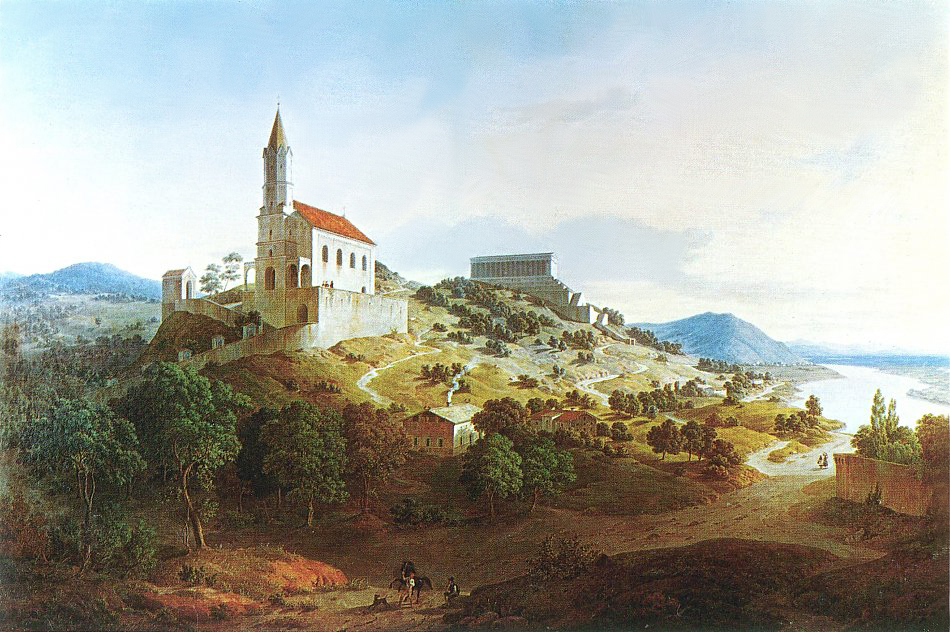
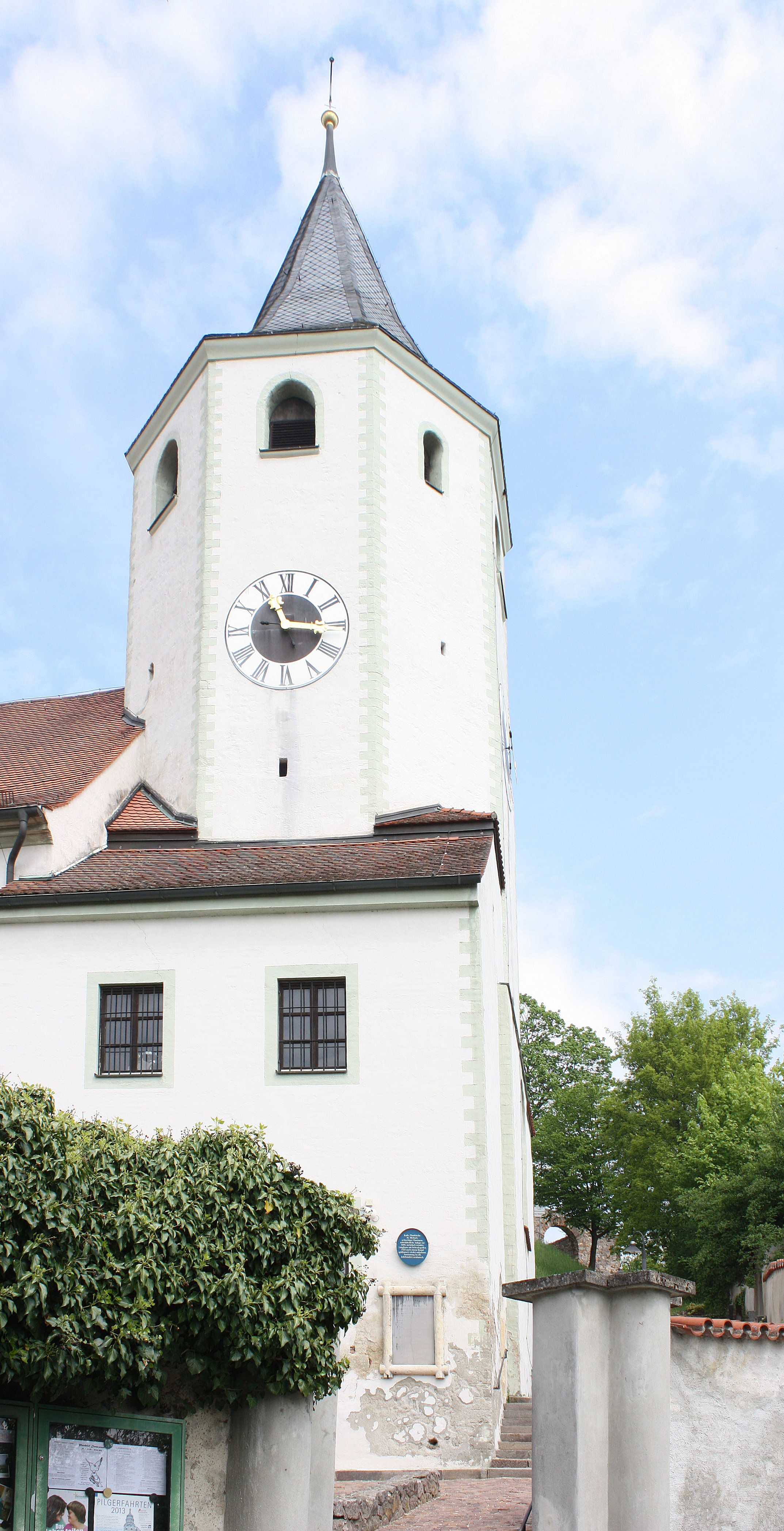
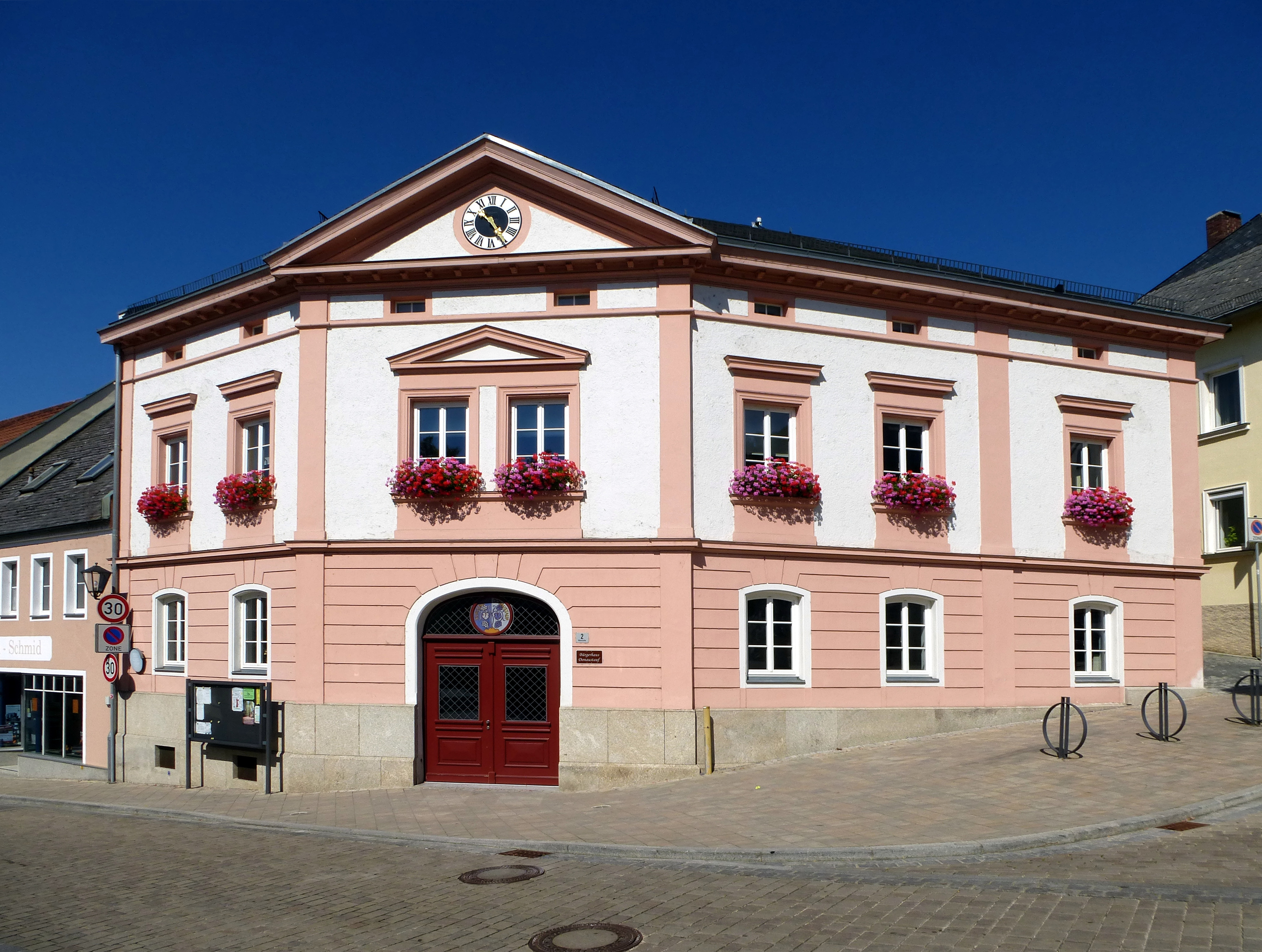
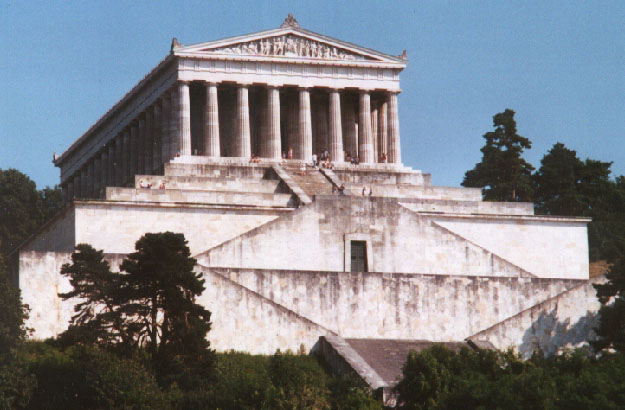